# Provincia Albacete
Albacete este o provincie în Spania centrală, în partea de sud a comunității autonome Castilia-La Mancha, Spania. Capitala sa este Albacete.

Diviziunile Provinciei Albacete